# Srpski Olimpijski Kup
La Coppa olimpica serba (conosciusta in lingua serba come Srpski kup od anche Srpski Olimpijski Kup) è stata una competizione organizzata dal Comitato Olimpico Serbo nel 1914, ed è stata la prima competizione calcistica tenutasi in Serbia. Fu disputata solo la finale ed era previsto di continuare la competizione anche negli anni seguenti, ma nell'estate 1914 è scoppiata la prima guerra mondiale e quindi le gare sportive sono state sospese. Nell'unica gara, il SK Velika Srbija di Belgrado (club che da 1919 al 1941 si sarebbe chiamato SK Jugoslavija, mentre dal 1941 alla sua chiusura nel 1945 SK 1913) ha vinto contro il SK Šumadija di Kragujevac per 3–1. Dato che questa è la prima competizione calcistica in Serbia, il SK Velika Srbija può essere considerato il primo vincitore della Coppa di Serbia.
La gara è stata disputata nello stadio del SK Soko, sito a Košutnjak (un quartiere di Belgrado).

## Finale
| Belgrado 11 maggio 1914 Finale                               | Velika Srbija | 3 – 1      | Šumadija Kragujevac | Stadion SK Soko |
| \| \| \| \| \| Mahek Jovanović \| Marcatori \| Trifunović \| |               |            |                     |                 |
|                                                              |               |            |                     |                 |
| Mahek Jovanović                                              | Marcatori     | Trifunović |                     |                 |